# 白清
白清（1486年—1528年），字應乾，河南河南府陕州靈寶縣人，明朝政治人物。

## 生平
治《礼记》，行二，正德八年（1513年）癸酉科河南鄉試第三十一名舉人，年三十八歲中式嘉靖二年（1523年）癸未科會試第二百九十七名，第三甲第一百八十四名進士。三年正月选授浙江道监察御史，嘉靖六年十一月奉命督造明顯陵，次年卒于任上，八月由御史施一德接任。

## 家族
曾祖白武。祖父白敬。父白和。母郭氏。具庆下。兄白廉、弟白賢、白寧、白定。